# Japanische Badmintonmeisterschaft 1990
Die Japanische Badmintonmeisterschaft 1990 fand vom 12. bis zum 16. Dezember 1990 in Tokio statt. Es war die 44. Austragung der nationalen Titelkämpfe im Badminton in Japan.

## Medaillengewinner
| Disziplin    | Gold                          | Silber                             | Bronze                      |
| ------------ | ----------------------------- | ---------------------------------- | --------------------------- |
| Herreneinzel | Shinji Matsuura               | Shūji Matsuno                      | Hiroki Etō                  |
| Herreneinzel | Shinji Matsuura               | Shūji Matsuno                      | Hiroshi Nishiyama           |
| Dameneinzel  | Hisako Mizui                  | Tomomi Matsuo                      | Haruko Yachi                |
| Dameneinzel  | Hisako Mizui                  | Tomomi Matsuo                      | Kimiko Jinnai               |
| Herrendoppel | Shinji Matsuura Shūji Matsuno | Hiroshi Nishiyama Tatsuya Yanagiya | Takao Hayato Yūji Murayama  |
| Herrendoppel | Shinji Matsuura Shūji Matsuno | Hiroshi Nishiyama Tatsuya Yanagiya | Masami Osanai Hiroki Etō    |
| Damendoppel  | Kimiko Jinnai Hisako Mori     | Kyōko Sasage Tomomi Matsuo         | Keiko Nakahara Miwa Kai     |
| Damendoppel  | Kimiko Jinnai Hisako Mori     | Kyōko Sasage Tomomi Matsuo         | Yūko Koike Tokiko Hirota    |
| Mixed        | Takao Hayato Michiyo Tashiro  | Koji Miya Mika Uemura              | Tatsuhiko Mōri Hitomi Nakao |
| Mixed        | Takao Hayato Michiyo Tashiro  | Koji Miya Mika Uemura              | Yūji Murayama Kaoru Imamura |